# Miss Ceará 1956
Miss Ceará 1956 foi a primeira edição do tradicional concurso de beleza que elege a melhor candidata cearense para que esta represente seu estado e cultura no Miss Brasil. Foi a primeira competição, visto que Emília Correa Lima, vencedora do ano anterior, foi indicada. Participaram desta edição apenas dez candidatas, sendo oito de clubes locais e duas de cidades do interior. O evento foi coordenado por Stênio Azevedo e contou com a promoção dos Diários e Emissoras Associados, mesmo detentor do concurso de Miss Brasil. Emília, que no anterior ganhou o nacional, esteve presente na eleição e ajudou a passar a faixa a nova detentora estadual.

## Resultados
| Colocação  | Candidata                                    |
| Miss Ceará | - Clube dos Diários - Maria de Jesus Holanda |

- Não há registro de outras colocações anunciadas.

## Candidatas
- Centro Massapeense - Rosa Maria Cavalcante Frota
- Círculo Militar - Ruth Scerni
- Clube dos Diários - Maria de Jesus "Mazu" Holanda
- Clube Náutico Atlético Cearense - Fátima Mendonça
- Comercial Clube - Maria da Penha
- Crato - Elmar Ribeiro da Silva
- Ideal Clube - Laís Vieira de Moura
- Sport Club Maguari - Maria de Fátima Araújo
- Sobral - Zeliza Guimarães de Morais
- Sociedade Hípica Cearense - Francimar de Andrade e Silva